# Андьоя
Андьоя (на норвежки: Andǿya) е остров в Норвежко море, трети по големина в норвежкия архипелаг Вестеролен. Разположен е в северната част на архипелага. Площ 489 km². На югозапад и юг протока Гавълфиорд го отделя съответно от островите Лангьоя и Хиноя (също от островите Вестеролен), а на изток протока Ансфиорд – от големия остров Сеня. Релефът му е предимно равнинен, на юг нископланински с височини 500 – 600 m (максимална връх Квастинден 705 m), но с много стръмни склонове. Играден е основно от древни кристалинни и метаморфни породи, а в северните и източните му части се намират единствените в Норвегия мезозойски наслаги с маломощни въглищни хоризонти. Зает е от пасища и торфища. Главен град и риболовно пристанище е малкия град Анденес, разположен в най-северната му част. На юг чрез шосеен мост дълъг около 1 km се свързва с остров Хиноя.